# Ach du lieber Harry
Ach du lieber Harry ist eine deutsche Kriminalkomödie aus dem Jahr 1981 von Jean Girault mit Dieter Hallervorden in der Hauptrolle.

## Handlung
Harry App ist ein etwas linkischer und tollpatschiger Privatdetektiv, dem es an Klienten fehlt. Aus diesem Grund nimmt er jeden nur möglichen Auftrag an, der Geld einbringt – so auch den der Seniorin Anni Rose, der ihm einiges an Barem einbringen könnte. Die betagte Kundin heuert Harry für die persönliche Überführung ihres preisgekrönten Zuchtkaninchens „Mister Theo“ zu einer Rasseschau in die Schweiz an. Notgedrungen übernimmt App den ungeliebten Job als Tiersitter.
Gleichzeitig haben die Gauner Paul und Benno ein wertvolles Gemälde entwendet und wollen es unauffällig außer Landes bringen. Zu diesem Zweck verkleiden sie sich als Geistliche und verstecken das Bild ausgerechnet in der Transportbox von „Mister Theo“. Durch eine Verkettung von Ereignissen verpasst Harry schließlich den Zug von München nach Lausanne. Notgedrungen spielt er Anhalter und wird von der attraktiven Jane bis zum nächsten Halt des Zuges im Auto mitgenommen.
Im Verlauf der Handlung läuft ihm Jane, die ebenfalls Detektivin ist, noch öfter über den Weg. Harry muss in etliche Kostüme schlüpfen und wird mehr als einmal von Paul und Benno unsanft aus dem Zug befördert. Am Ende gelangen alle Beteiligten doch noch am Stück nach Lausanne, wo das Gemälde wieder in den rechtmäßigen Besitz übergeht und die Diebe schließlich verhaftet werden. Die clevere Anni Rose heimst das Geld der Gangster ein, „Mister Theo“ bekommt seinen Preis und Harry und Jane gehen am Ende leer aus.

## Trivia
- Hallervordens Rollenname Harry App ist eine Verballhornung und Eindeutschung des englischen „Hurry up!“, was so viel wie „Beeil dich!“ bedeutet.
- Wie in seinen späteren Kinofilmen machte Hallervorden auch in Ach du lieber Harry nahezu alle seine Stunts selbst. Vorrangig waren dies Akrobatik- und Klettereinlagen auf und unter einem fahrenden Personenzug. Die Dreharbeiten für diese – im Film in der Schweiz spielenden – Szenen fanden in Bayern an der mittlerweile stillgelegten Bahnstrecke Mühldorf–Pilsting zwischen den Weilern Leitl und Kurthambach statt.[1] Die 1897 bei Hofthambach errichtete Bahnüberführung, von der aus Harry App im Film auf das Dach des fahrenden Zuges springt, wurde 2020 abgerissen und durch einen Neubau ersetzt.[2]
- In einem Interview erzählte Hallervorden, dass für Jean Girault das Wichtigste bei den Dreharbeiten war, welchen Wein es zum Mittagessen gab.
- Die Szene mit Manfred Lehmann und Hallervorden auf dem Zug erinnert an die Szene mit Richard Kiel und Gene Wilder im amerikanischen Film Trans-Amerika-Express von 1976.
- Es wurde ein Gemälde von Renoir gestohlen, jedoch nicht erwähnt, um welches es sich handelt.
- Das Detektivbüro ist in der St.-Anna-Straße 15.
- Die erste Bahnhofszene spielt am Münchner Ostbahnhof. Zu sehen ist noch das alte Bahnhofsgebäude, das 1984 abgerissen wurde.

## Kritiken
„Ein aus Klamauk, Geschmacklosigkeiten und Grimassenkomik bestehendes, bemühtes Grotesk-Lustspiel für bescheidene Ansprüche.“

Der Filmdienst sprach von einer flachen Komödie; dem Hauptdarsteller wurde in anderen Kritiken vorgehalten, dass er sich noch nicht wirklich von seiner trotteligen Rolle aus der Sketchsendung Nonstop Nonsens emanzipieren könne oder wolle. Andererseits wird der Optimismus und Kampfeswille der Titelfigur als sympathischer Verlierertyp gegen die rücksichtslosen Geschäftemacher gelobt, was man durchaus als kritischen Blick auf die Gesellschaft – mit humoristischer Brille – interpretiert.

## Publikumsresonanz
Der Film startete am 26. Februar 1981 in den westdeutschen Kinos und war als Hallervordens erster Kinofilm mit mehr als 1,3 Millionen Besuchern sofort ein kommerzieller Erfolg. Nach Christiane F., Das Boot und Lili Marleen war Ach du lieber Harry eine der erfolgreichsten deutschen Filmproduktionen im Jahr 1981 und begründete Hallervordens Kinokarriere mit mehr als sechs weiteren Erfolgen in den 1980er Jahren. Er gilt auch als Karrieredurchbruch für die Schauspielerin Iris Berben.

## Sonstiges
Die Komödie wurde ab 9. November 1984 auch in den Kinos der DDR gezeigt, was für Filme aus der BRD dieses Genres nicht selbstverständlich war. Von Hallervordens Kinofilmen war z. B. nur noch Didi auf vollen Touren in der DDR zu sehen.

## DVD-Veröffentlichung
Der Film erschien am 26. Mai 2006 bei Turbine-Medien auf DVD.